# M&S Bank Arena

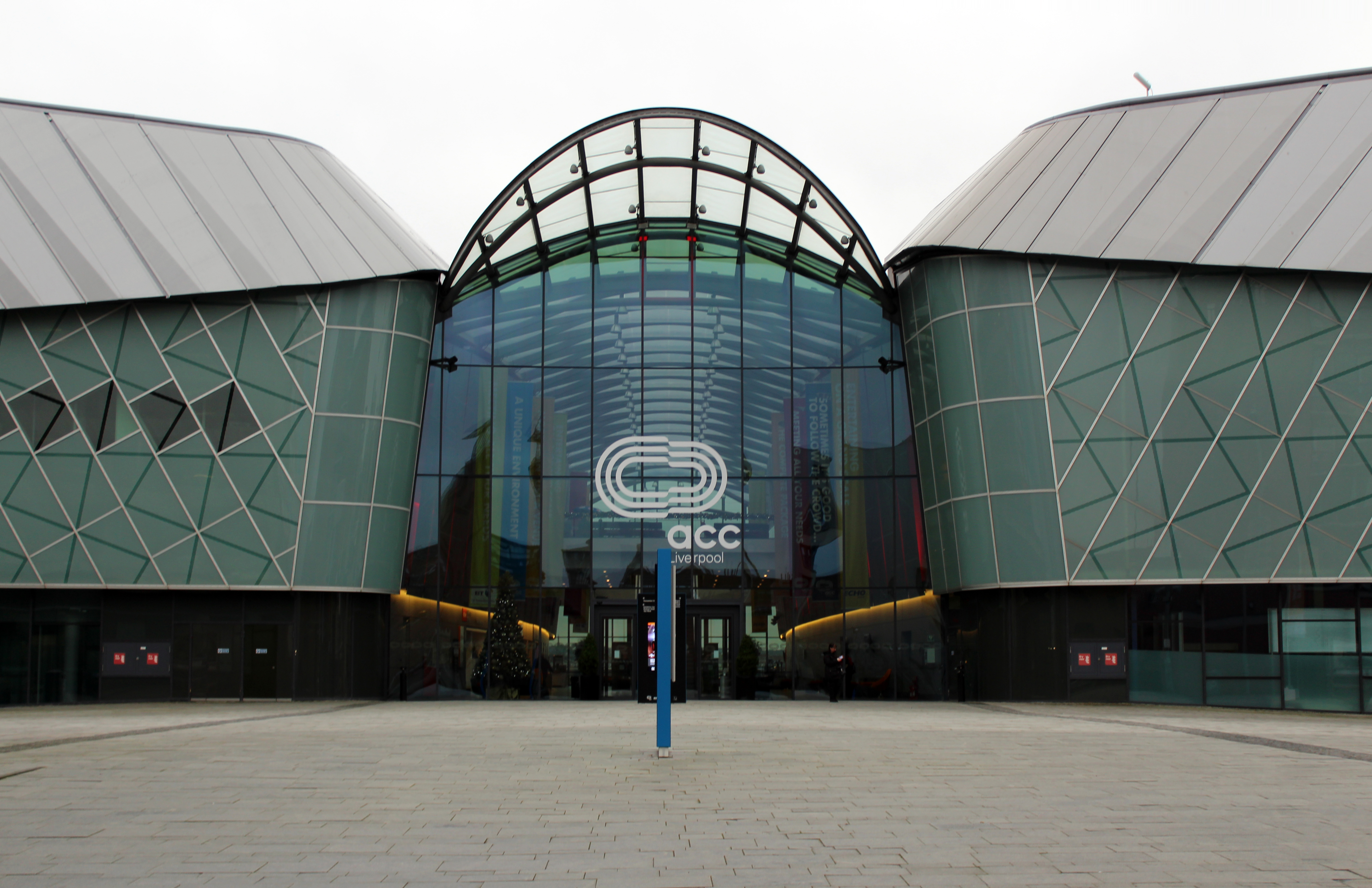
Der Eingang zum ACC Liverpool. Auf der linken Seite das BT Convention Centre und rechts die M&S Bank Arena (Dezember 2017)

Die M&S Bank Arena ist eine Mehrzweckhalle in der englischen Stadt Liverpool, Vereinigtes Königreich. Die Halle bildet mit dem Kongresszentrum BT Convention Centre das Arena and Convention Centre Liverpool (ACC Liverpool) und liegt direkt am Ufer des River Mersey. Der Bau entstand auf dem Grund des früheren King’s Dock und bietet 11.000 Plätze. Südlich des ACC Liverpool wurde im September 2015 das Ausstellungszentrum Exhibition Centre Liverpool eröffnet.

## Geschichte
Entworfen wurde das Gebäude von den Architekten von WilkinsonEyre. Der strukturelle Ingenieur des Entwurfes war Buro Happold. Ausgeführt wurde der Bau der Arena von Davis Langdon und der AECOM-Gruppe. Die Halle wurde im Januar 2008 eröffnet und verfügt über sechs Umkleideräume, fünf Schließfachkabinen sowie Büros für Wettbetriebe und Veranstaltungspromoter. Schwerlastfahrzeuge mit einem Gewicht von bis zu 38 Tonnen können das Innengelände der Halle befahren.
Die Arena ist eine der fortschrittlichsten ihrer Art in Sachen Umweltschutz. Die Halle verfügt über Solaranlagen, Windturbinen und Regenwassersammelbecken, um die Echo Arena Liverpool so nachhaltig und effizient wie möglich zu gestalten. Die Halle produziert ungefähr halb so viele CO2-Emissionen wie vergleichbare Arenen (Größe, Kapazität, Nutzung) in Europa. Die Kosten für die Halle beliefen sich auf rund 164 Millionen Pfund.
Vom 12. Januar 2008 bis zum 6. Januar 2019 trug die Halle den Namen der Zeitung Liverpool Echo. Im November 2018 wurde bekanntgegeben, dass die Arena einen neuen Namenssponsor erhalten wird. Seit dem 7. Januar 2019 trägt die Halle die Bezeichnung M&S Bank Arena, nach der M&S Bank (Marks & Spencer Financial Services plc).

## Nutzung
Die Halle wird als Austragungsort verschiedener Veranstaltungen genutzt. So ist sie ein häufig genutzter Ort für Konzerte. So traten hier national und international erfolgreiche Künstler und Bands wie Orchestral Manoeuvres in the Dark, Paul McCartney, Noel Gallagher, Kylie Minogue, Roger Waters, Peter Gabriel, The Eagles, Lady Gaga, Gloria Estefan, Nickelback, Katy Perry, Arctic Monkeys, Neil Young, Justin Bieber, Calvin Harris, Eric Clapton, Bruno Mars und Nicki Minaj auf. Ebenfalls findet hier seit 2008 das Liverpool Summer Pops Festival statt.
Weitere Veranstaltungen wie die MTV Europe Music Awards 2008, die MOBO Awards 2010 und 2012 sowie die britische Version von The X Factor fanden hier statt. Von 2008 bis 2010 war die Halle der Heimspielort der Basketballmannschaft der Mersey Tigers. Seit einigen Jahren findet am Jahresende die Liverpool International Horse Show in der Veranstaltungshalle statt. 2021 musste es aufgrund der COVID-19-Pandemie abgesagt werden.
Mitte Mai 2018 vergab der Weltverband FIG die Turn-Weltmeisterschaften 2022 an Liverpool und die Echo Arena. Im Jahr 2019 wurde hier die Netball-Weltmeisterschaft ausgetragen.
Zwischen 2008 und 2020 gastierte die Premier League Darts jeweils an einem Spieltag in der Arena. Die COVID-19-Pandemie verhinderte die Austragung 2021. Seit 2022 ist die Arena wieder jährlicher Austragungsort eines Spieltags.
Im Oktober/November 2021 sollte die Rugby-League-Weltmeisterschaft (Männer, Frauen und Rollstuhl) in England stattfinden. Sie wurde aufgrund der COVID-19-Pandemie um ein Jahr verschoben. Die Arena war als Spielort des Endspiels der Rollstuhl-WM vorgesehen. Durch die Verschiebung war die M&S Bank Arena nicht verfügbar und das Endspiel wurde in den Manchester Central Convention Complex in Manchester verlegt.
Im Jahr 2023 wurde der Eurovision Song Contest in Liverpool ausgetragen. Großbritannien war nach dem ukrainischen Finalsieg im Vorjahr als Gastgeber eingesprungen, da die Lage in der Ukraine wegen des dortigen russischen Überfalls eine Austragung nicht zuließ.

## Sonstiges
Am Abend des 31. Dezember 2017 brach in einem mehrstöckigen Parkhaus mit 1.600 Plätzen, dem Liverpool Waterfront Car Park, neben der Halle ein Brand aus. Das Feuer wurde durch einen brennenden Pkw ausgelöst und breitete sich dann weiter aus. Zu dieser Zeit fand die Liverpool International Horse Show statt. Die Veranstaltung musste abgebrochen werden. Die im ersten Stock des Parkhauses stehenden Pferde wurden in die Echo Arena gebracht. Weder Menschen noch Tiere kamen zu Schaden. In der Umgebung mussten Wohnungen wegen der Rauchentwicklung evakuiert werden. Es wurden über 1400 Autos zerstört. Das Parkhaus wurde schwer beschädigt und blieb seitdem geschlossen. Vermutlich Mitte 2020 wird ein neues Parkhaus als Ersatz fertiggestellt werden.
Am 5. April 2018 kam es am 9. und letzten Spieltag der Vorrunde der Premier League Darts in der Echo Arena zu einem traurigen Zwischenfall. Der frühere Dart-Weltmeister Eric Bristow, der 2000 vom Profisport zurücktrat, erlitt vor der Halle einen Herzinfarkt und starb kurze Zeit später.